# Nemzetgazdasági szempontból kiemelt jelentőségű beruházás
Nemzetgazdasági szempontból kiemelt jelentőségűek azok a beruházások, amelyeket Magyarország kormánya rendeletben ilyennek minősít, megvalósításuk gyorsítása céljával. 

## Előzménye
Korábban is előfordult, hogy egy-egy kiemelt jelentőségű beruházás gyors megvalósítása érdekében az Országgyűlés speciális szabályokat állapított meg. Erre példa az 1999 decemberében leégett Budapest Sportcsarnok újjáépítéséről szóló 2000. évi XL. törvény. 

## A vonatkozó törvény
A nemzetgazdasági szempontból kiemelt jelentőségű beruházások megvalósításának gyorsításáról és egyszerűsítéséről a 2006. évi LIII. törvény rendelkezik. Az Országgyűlés 2006. február 13-án fogadta el a törvényt. A Magyar Közlönyben 2006. március 3-án jelent meg a törvény szövege. 
A törvény hatálya alapján eredetileg a kormány olyan nagy beruházásokat minősíthetett kiemeltté, amelyek a) európai uniós támogatással valósulnak meg, vagy b) központi költségvetési támogatással valósulnak meg és legalább 5 milliárd forint költségűek vagy legalább ezer új munkahelyet teremtenek. Az EU támogatással megvalósuló beruházások kiemelt kezelését az indokolta, hogy az ország 2004. évi EU-csatlakozásával megnőtt az EU támogatások értéke, ugyanakkor szoros határidők vonatkoztak a támogatások felhasználására. A törvényjavaslat előadója Baráth Etele, európai ügyekért felelős tárca nélküli miniszter volt. 
A törvény hatályát később többszöri módosítással jelentősen kibővítették. 
A törvény az építkezéshez szükséges hatósági eljárásokat, valamint azok bírósági felülvizsgálatát gyorsítja. A gyorsítás fő eszközei a következők. 
- Az eljáró hatóság és szakhatóságok illetve az illetékes bíróság központosítása: az eljáró hatóság és szakhatóság a „normál” esetben másodfokon eljáró hatóság, az illetékes bíróság a Fővárosi Bíróság.
- Előzetes egyeztetés lehetővé tétele: a hatósági eljárást megelőzően a beruházó és az eljáró hatóság és szakhatóságok szemlét illetve egyeztetést tarthatnak.
- Soron kívüliség és rövid határidők előírása.

## A kiemelt jelentőségűnek minősített beruházások
A kiemelt jelentőségűvé minősített beruházások száma idővel jelentősen megnőtt. 
- 2006-10 között évente 1-5 kormányrendelet minősített kiemelt jelentőségűvé beruházásokat.
- 2013-18 között minden évben több mint 25 kormányrendelet született.

A kiemelt jelentőségűvé minősített beruházások köre idővel jelentősen kiterjedt. 
- 2006-10 között a kormány többnyire EU támogatással megvalósuló, közlekedési, környezetvédelmi és energetikai nagyberuházásokat, valamint egy nagy ipari beruházást, a Mercedes kecskeméti beruházását minősítette kiemelt jelentőségűvé (2008). Ebben az időszakban egy olyan beruházás lett kiemelt jelentőségű, amelynek a társadalmi megítélése vitatott volt: a Sávoly mellé tervezett MotoGP versenypálya (amely végül nem valósult meg).
- 2010 után a kormány számos további közlekedési, környezetvédelmi és energetikai, illetve településfejlesztési nagyberuházást, valamint nagy ipari beruházást (köztük a legismertebbek az Audi győri fejlesztése, 2011, és a BMW debreceni beruházásához a terület előkészítése, 2018) minősített kiemelt jelentőségűvé. Emellett olyan beruházások is kiemelt jelentőségűek lettek, amelyek nemzetgazdasági jelentősége csekély, illetve amelyek társadalmi megítélése erősen vitatott volt. Ilyenek voltak a stadion építések (2011-től), a Római-parti árvízvédelmi védmű (2012), a Szabadság téri német megszállási emlékmű (2013), a miniszterelnökség budavári elhelyezése (2014), stb.

## Kritika
A törvény hatályának kiterjesztése révén a kormány olyan beruházásokat is „nemzetgazdasági szempontból kiemelt jelentőségűvé” minősíthet és ezáltal gyorsíthat, amelyeknek tényleges nemzetgazdasági jelentősége nincs vagy csekély, és amelyek társadalmi megítélése erősen vitatott.